# Dhû l-Hijja
Dhû al-Hijjah er den islamiske kalenders 12. og sidste måned. Dhû al-Hijjah er en meget hellig måned i den islamiske kalender, markeringen af afslutningen på året er en væsentlig begivenhed. Pilgrimsfærden Hadj finder sted i måneden. 
Den islamiske kalender følger månen og derfor flytter muharram sig 11-12 dage hvert år i forhold til den gregorianske kalender. Måneder starter, når en rettroende muslim iagttager nymånen på himlen, og derfor kan det ikke præcis siges, hvornår en måned vil starte.

## Eksterne links
- Islamic-Western Calendar Converter (Omregn dage til/fra den islamiske kalender) Arkiveret 7. september 2017 hos  Wayback Machine